# Catacaos
Catacos − miasto w Peru, w regionie Piura. Według spisu ludności z 22 października 2017 roku miasto liczyło 44 539 mieszkańców. 